# Río Mali Vóljovets
El río Mali Vóljovets (del ruso: Малый Волховец) es un río del óblast de Nóvgorod, en Rusia, distributario por la derecha del río Vóljov. 
Se separa del curso principal del Vóljov dos kilómetros por debajo de su salida del lago Ilmen, al norte de Riúrikovo Gorodishche. Circunda Nóvgorod en sus 17 km de recorrido y se vuelve a juntar al Vóljov por detrás del Monasterio de San Varlaamo de Jutýn y de la Transfiguración del Salvador.
Un kilómetro después de surgir del Vóljov se divide en dos brazos, el Levoshia y el Pravoshia, que se reúnen ante el puente Sini.  En la orilla derecha del Mali Vóljovets desemboca el Víshera. Durante las crecidas primaverales el río se desborda fuertemente, creando una especie de lago debido a su corta extensión.
A orillas de este río se encuentran las aldeas de Sholojovo, Volotovo y Novonikoláyevski y los siguientes monumentos arquitectónicos: ruinas del monasterio Kirillo-Afanasevski (entre el Levoshia y el Pravoshia donde se forma la isla de Nelezen, destruido en la Segunda Guerra Mundial), el barrio de Jolopi, la iglesia de la Festividad del Señor en Kovaliovo, la iglesia de la Dormición en Volotovo y el monasterio de San Varlaamo.
Debe diferenciarse del cercano río Zhilotug mencionado en la Crónica de Néstor. Ambos cursos pueden observarse en el mapa adjunto.

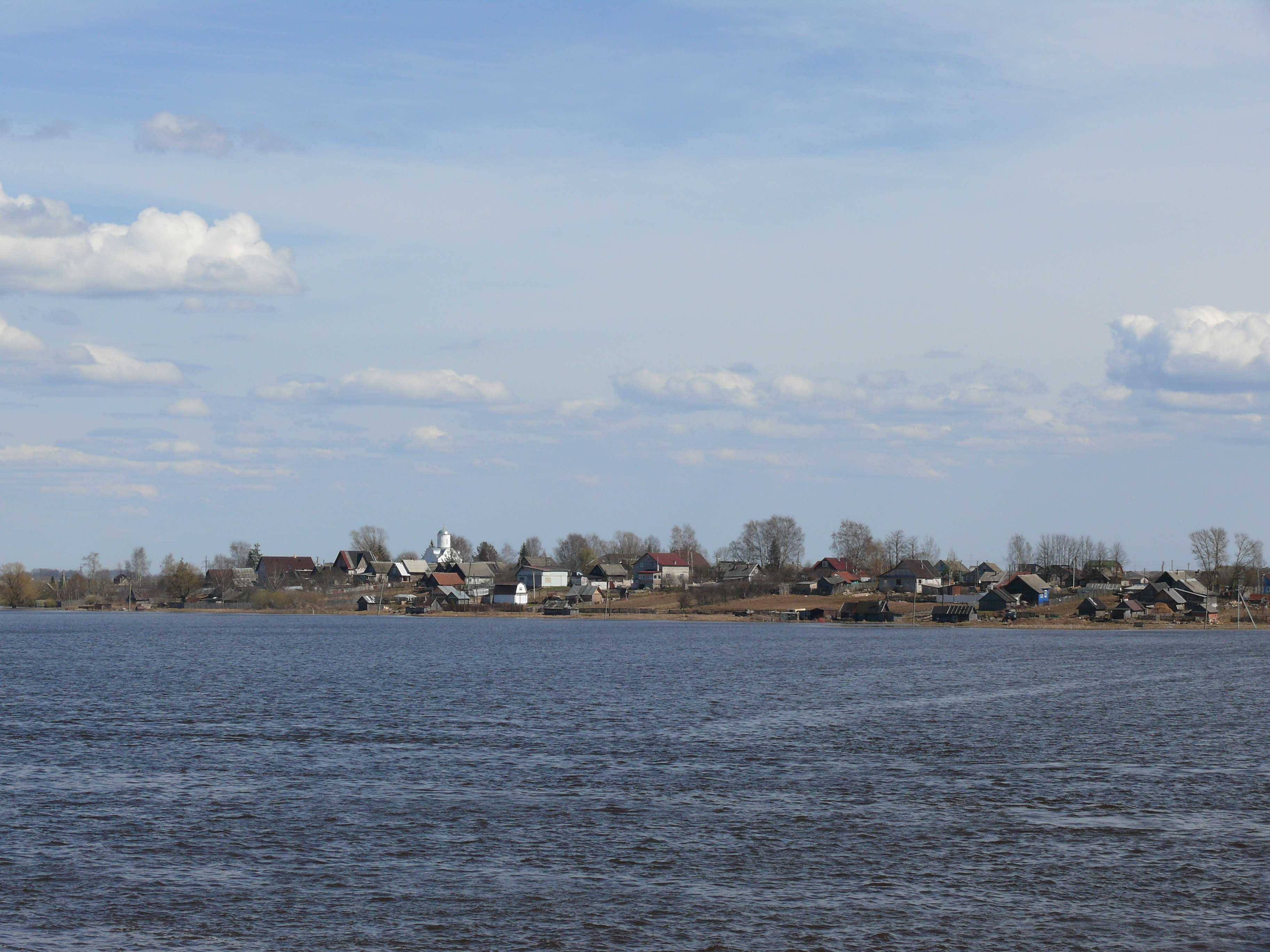
Vista del pueblo de Volotovo (a unos kilómetros al este de Nóvgorod) desde el otro lado del río.

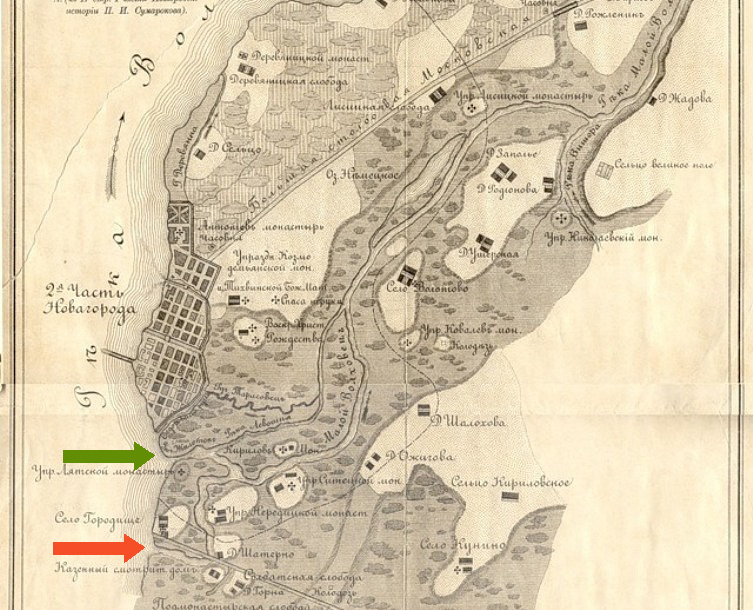
Mapa que indica la cabecera del río Mali Vóljovets (flecha roja) y Zhilotug (flecha verde).